# Cratere Nishke
Nishke è un cratere sulla superficie di Rea.